# Bagnolo Mella
Bagnolo Mella – miejscowość i gmina we Włoszech, w regionie Lombardia, w prowincji Brescia.
Według danych na rok 2004 gminę zamieszkiwało 11 375 osób, 366,9 os./km².